# Gvinejski zaljev
Gvinejski zaljev je dio Atlantskog oceana zapadno od Afrike. 
Dio Givnejskog zaljeva čine i Beninski zaljev i Zaljev Bonny. U Gvinejski zaljev ulijevaju se važne rijeke Afrike (Niger, Volta), a u zaljevu se nalazi otočna država Sveti Toma i Princip.

## Granice zaljeva
Prema jednom tumačenju, granica zaljeva je linije koja prolazi od Rt Palmasa u Liberiji pa do Rt Lopeza u Gabonu (linija D na slici desno).

## Vanjske poveznice
- Gvinejski zaljev Hrvatska enciklopedija
- (en) Gulf of Guinea Britannica